# کارآگاه محله چینی‌ها ۳
کارآگاه محله چینی‌ها ۳ (چینی: 唐人街探案 三) یک فیلم سینمایی کمدی چینی محصول سال ۲۰۲۱ در سبک فیلم زوج هنری و معمایی به کارگردانی و نویسندگی چن سیچنگ با بازی وانگ بائوکیانگ و لیو هوران است. این فیلم دنباله قسمت قبلی بنام کارآگاه محله چینی‌ها ۲ و سومین قسمت از مجموعه گارکاه محله چینی‌ها محسوب می‌شود.
این فیلم رکوردی را برای بزرگترین افتتاحیه فیلم در یک منطقه خاص ثبت کرد که از رکورد قبلی توسط انتقامجویان: پایان بازی در سال ۲۰۱۹ پیشی گرفت و جایگاه دهم را در فهرست پرفروش‌ترین افتتاح فیلم‌ها در سال ۲۰۲۱ در اختیار گرفت و ششمین فیلم پرفروش سال ۲۰۲۱ و ششمین فیلم پرفروش غیر انگلیسی‌زبان شد.

## داستان
هنگامی که از کارآگاهان تانگ رن و شین فنگ برای تحقیق در مورد جنایت توسط نودا هیروشی دعوت می‌شود، یک جنایت بزرگ رخ می‌دهد. نبردی بین قوی‌ترین کارآگاهان آسیا در شرف است….

## انتشار فیلم
این فیلم در ابتدا برای اکران در چین برای سال نو میلادی ۲۰۲۰ برنامه‌ریزی شده بود اما به دلیل دنیاگیری کروناویروس اکران فیلم در چین به تعویق افتاد.